# Verderonne
Verderonne ist eine französische Gemeinde mit 487 Einwohnern (Stand 1. Januar 2022) im Département Oise in der Region Hauts-de-France. Sie gehört zum Arrondissement Clermont und zum Kanton Clermont.

## Lage
Die Gemeinde Verderonne liegt sieben Kilometer nördlich der Innenstadt von Creil.

## Bevölkerungsentwicklung
| Jahr                       | 1962 | 1968 | 1975 | 1982 | 1990 | 1999 | 2010 | 2021 |
| -------------------------- | ---- | ---- | ---- | ---- | ---- | ---- | ---- | ---- |
| Einwohner                  | 293  | 301  | 306  | 403  | 571  | 530  | 554  | 483  |
| Quellen: Cassini und INSEE |      |      |      |      |      |      |      |      |

## Sehenswürdigkeiten
- Liste der Monuments historiques in Verderonne

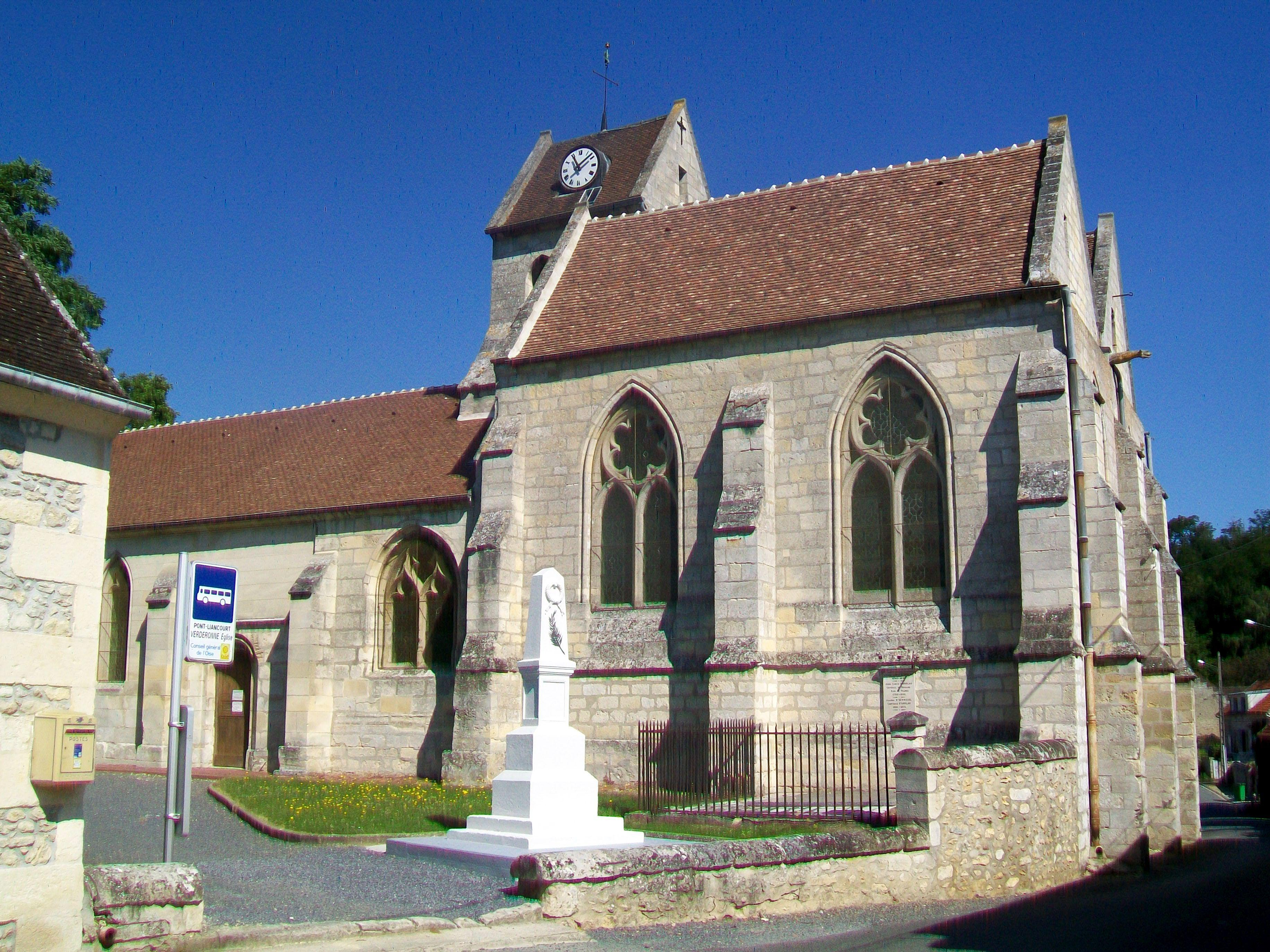
Kirche Saint-Hilaire
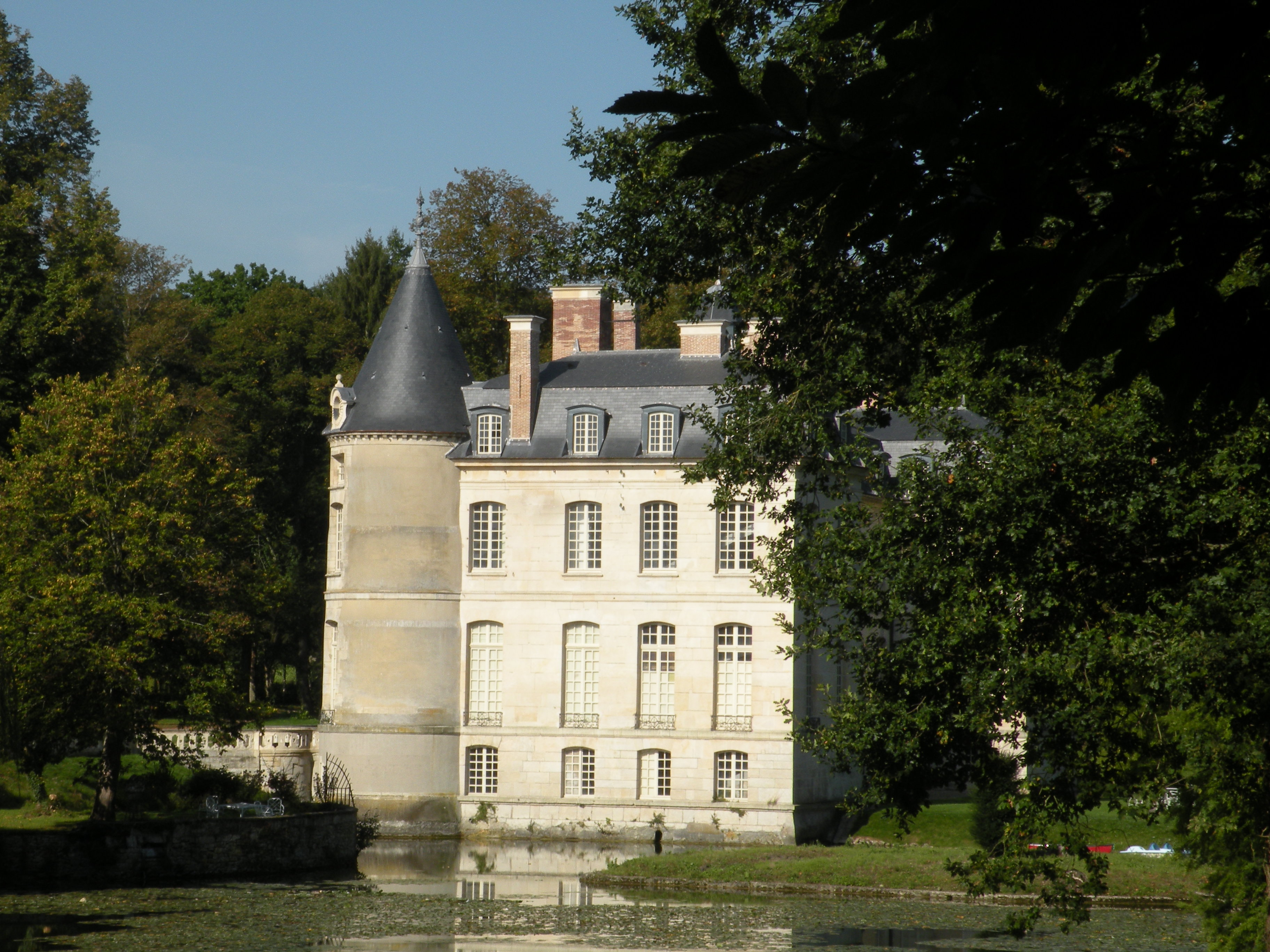
Schloss Verderonne
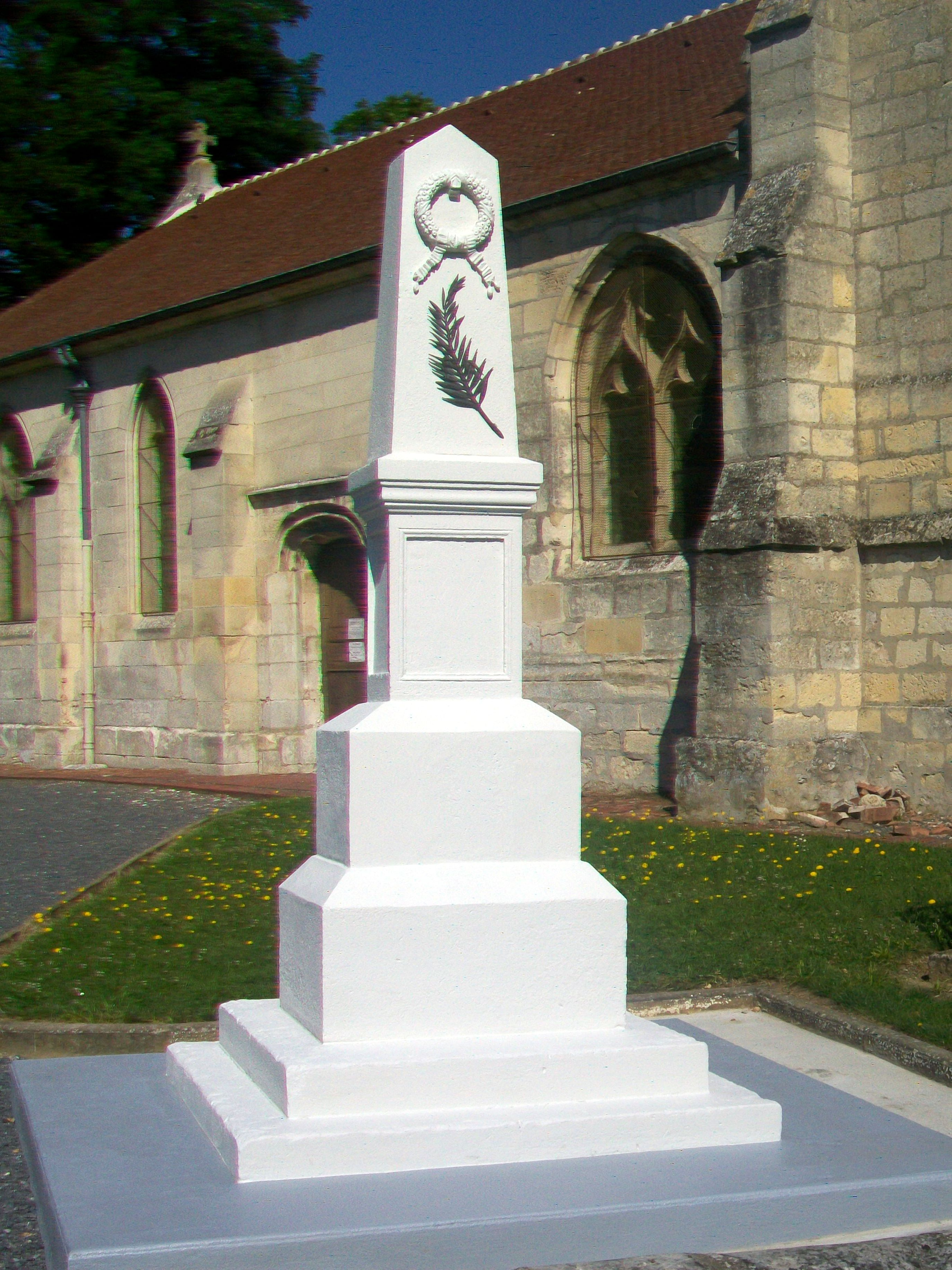
Gefallenendenkmal

## Persönlichkeiten
- Juliette Gréco (1927–2020), Chansonsängerin und Schauspielerin
- Gérard Jouannest (1933–2018), Pianist, Komponist und Arrangeur